# Pallavolo Torino
La Pallavolo Torino è una società pallavolistica italiana con sede a Torino. Il club odierno, rifondato nel 2006, è la continuazione sportiva dello storico sodalizio del CUS Torino nato nel 1952. Milita nel campionato italiano di Serie C.

## Storia

### Le origini e i trionfi

La Klippan Torino per la prima volta campione d'Italia nella stagione 1978-79

La squadra di volley del CUS Torino viene fondato nel 1952, iscrivendosi al campionato di Serie D. Nel 1965 è promossa in Serie C, mentre l'anno successivo arriva in Serie B dove rimane fino al 1972, quando ottiene la promozione in Serie A.
A partire dalla stagione 1972-73 la squadra gioca nel massimo campionato italiano. Con Silvano Prandi come allenatore, e con una squadra costruita in gran parte da giocatori torinesi, in pochi anni arriva ai vertici nazionali, facendo suo lo scudetto nelle edizioni 1978-79, 1979-80, 1980-81 e 1983-84, rivaleggiando spesso con la Pallavolo Parma; in quattro occasioni arriva inoltre seconda, nel 1975, 1976, 1982 e 1983, segnando a posteriori un vero e proprio ciclo nella storia della pallavolo italiana.
Il 18 marzo 1980 è la prima squadra pallavolistica maschile italiana e, in generale, la prima non appartenente al blocco orientale a vincere la Coppa dei Campioni, battendo in finale ad Ankara i cecoslovacchi del VKP Bratislava; nel 1982 il club torinese torna in finale a Parigi, dove stavolta viene sconfitto dai sovietici del VK CSKA Mosca. Nel 1983 disputa la finale nella Coppa delle Coppe, ma anche in questa occasione i piemontesi vengono sconfitti ancora da un club sovietico, stavolta dall'Avtomobilist. La Coppa delle Coppe arriva l'anno successivo, battendo in finale gli spagnoli del Club Voleibol Pòrtol.
Al torneo olimpico di Los Angeles 1984, la nazionale italiana che vince la medaglia di bronzo vede il CUS Torino rappresentato dall'allenatore, Silvano Prandi, e da 6 giocatori, Franco Bertoli, Giancarlo Dametto, Guido De Luigi, Gianni Lanfranco, Piero Rebaudengo e Fabio Vullo; in questo periodo il club arriva ad avere fino a nove giocatori contemporaneamente in azzurro.

### Declino
Nel 1985 Torino si unisce a un'altra compagine piemontese di massima serie la Voluntas Asti, nell'ambito di un progetto originariamente ambizioso che però non darà i risultati sperati. I costi di gestione incompatibili con il budget a disposizione, nel 1988 spingono Torino a rinunciare alla Serie A1 e a cedere dopo 16 anni il titolo sportivo al Cuneo Volley Ball Club. Nonostante la perdita della massima serie, il club è ripartito dalle serie inferiori.
Di questo periodo restano i risultati, come il record di partite vinte consecutivamente, ben 51 dal 12 gennaio 1980 al 10 marzo 1982, e il primato di partite vinte in casa, 46, per un totale di 6 stagioni consecutive chiuse al primo posto nella fase a girone del campionato, oltre ai 2 scudetti e la Coppa dei Campioni, la prima vinta da un club non proveniente dall'Europa Orientale, messi in bacheca nell'arco di appena 10 mesi.

### Coppa Italia di A2

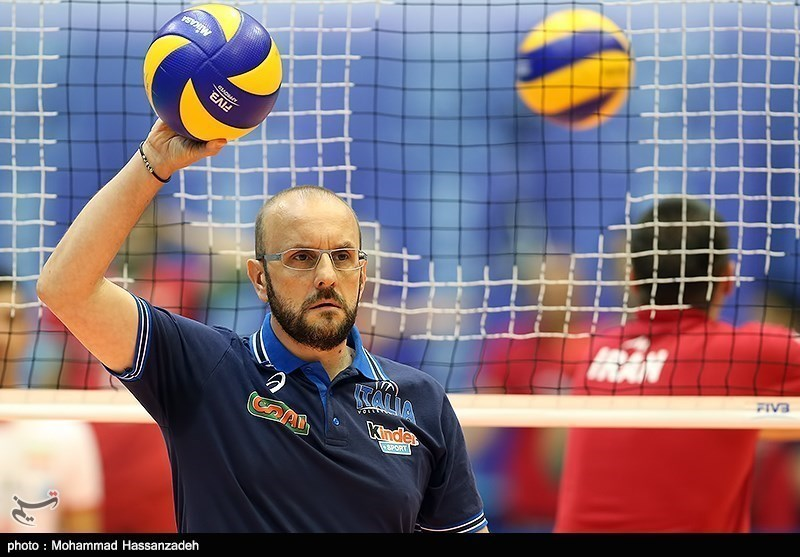
Mauro Berruto, allenatore della Pony Express Kappa Torino vittoriosa nella Coppa Italia di A2 2000-01.

Dopo aver ceduto il titolo sportivo a Cuneo, e dopo essere ripartita dalle serie inferiori, nell'estate del 1994 Torino torna con un nuovo progetto. Con la presidenza di Giovanni Lecce, il club acquisisce il titolo della Pallavolo Mantova per ripartire dalla Serie A2. Dopo un biennio terminati a metà classifica, al termine della stagione 1995-96 la società decide di rinunciare all'iscrizione al successivo campionato. Tra le cause la freddezza dei tifosi e delle istituzioni locali. 
Con la nuova denominazione sociale di Pallavolo Torino (questa volta senza più il CUS per avere più libertà di movimento), nuovi colori sociali gialloblù (quelli della città), con la nuova presidenza di Riccardo Giribaldi, Torino riparte dalla B1. Con Mauro Berruto come allenatore ottiene la promozione in A2 al termine del campionato 1998-99 e, con la sponsorizzazione Pony Express Kappa nel 2001 vince la Coppa Italia di A2 contro la Pallavolo Falconara, prima di optare per la fusione con la squadra di massima serie di Cuneo, operazione che va a dare vita al Piemonte Volley.
A fine stagione il titolo sportivo viene ceduto alla Pallavolo Piacenza.

### Rifondazione e anni recenti
Il poco spazio ottenuto da Torino nel Piemonte volley, spingono alcuni imprenditori torinesi a rifondare il club nel luglio del 2006. Sotto la presidenza di Andrea Tellini nel 2007 la società  si propone di riportare il grande volley a Torino con il progetto MA.GI.A. (Mauro Berruto, Gino Primasso, Andrea Tellini). Quando ormai si pensava che l'operazione potesse partire, la cordata si ritirò. Dopo l'abbandono di Tellini, nell'estate del 2011 la Pallavolo Torino si unisce con la Polisportiva Dravelli, e il Gasp Moncalieri, per dare vita a una collaborazione finalizzata a creare un polo di attrazione per il movimento pallavolistico maschile torinese: il progetto prende il nome di PMT, acronimo di Pallavolo Moncalieri Torino. Nella stagione 2014-15 la squadra guadagna sul campo l'approdo in Serie B2, ma per motivi di budget dovette in seguito rinunciare alla promozione.
Archiviato il progetto PMT, dalla stagione 2016-17, grazie alla collaborazione tra la sezione volley del Santa Maria di Testona Moncalieri,  e il Trofarello Calcio, la squadra torna a chiamarsi Pallavolo Torino con presidente Leonardo De Albertis e direttore generale Gianni Mannori. Da allora il club milita in Serie C guidato in panchina da coach Roberto Ravera.

## Palmarès

La Robe di Kappa Torino vincitrice del suo quarto e ultimo scudetto nella stagione 1983-84

### Competizioni nazionali
- Campionato italiano: 4

1978-79, 1979-80, 1980-81, 1983-84
- Coppa Italia di Serie A2: 1

2000-01

### Competizioni internazionali
- Champions League: 1

1979-80
- Coppa delle Coppe: 1

1983-84